# آرثر لويس (مغني)
آرثر لويس (بالإنجليزية: Arthur Louis)‏ هو مغني وكاتب أغاني بريطاني، ولد في 21 يونيو 1950 في جامايكا، وتوفي في 24 ديسمبر 2014 في ساربيتون ‏ في المملكة المتحدة.

## وصلات خارجية
- آرثر لويس على موقع ميوزك برينز (الإنجليزية)
- آرثر لويس على موقع ديسكوغز (الإنجليزية)